# أدولفوس تايلور
أدولفوس تايلور (بالإنجليزية: Adolphus Taylor)‏ هو صحفي أسترالي، ولد في 14 يونيو 1857، وتوفي في 18 يناير 1900.